# District de Gyomaendrőd
Le district de Gyomaendrőd (en hongrois : Gyomaendrődi járás) est un des neuf districts du comitat de Békés en Hongrie. Créé en 2013, il compte 23 980 habitants et rassemble cinq localités : trois communes et deux villes dont Gyomaendrőd, son chef-lieu.
La création de cette entité date de 2013, mais le district de Gyoma, supprimé en 1966, peut être vu comme son prédécesseur.

## Localités
- Csárdaszállás
- Dévaványa
- Ecsegfalva
- Gyomaendrőd
- Hunya